# Gruppo Sportivo Volley Cadelbosco
Il Gruppo Sportivo Volley Cadelbosco è stata una società pallavolistica femminile italiana con sede a Cadelbosco di Sopra.

## Storia
Il Gruppo Sportivo Volley Cadelbosco, con sede a Cadelbosco di Sopra, viene fondato negli anni settanta: nei primi due decenni di vita, il club disputa campionati a livello locale. Nella stagione 2000-01 la società arriva per la prima volta a disputare la Serie B2, categoria dove milita per tre stagioni consecutive, fino al termine di quella 2002-03, quando, dopo il terzo posto al termine della regular season, viene promossa in Serie B1 con la vittoria dei play-off promozione.
Nella Serie B1 esordisce quindi nell'annata 2003-04 e resta per nove annate consecutive, dove si classifica sempre in posizioni di medio-alta classifica, ma non partecipa mai ai play-off promozione, se non nella stagione 2011-12, quando riesce anche a vincerli, venendo promossa in Serie A2.
La squadra milita quindi per due annate consecutive nel campionato cadetto, concludendo sempre nelle posizioni di medio-bassa classifica: al termine della stagione 2013-14 il presidente annuncia la chiusura del club a causa di problemi economici.